# Sławomir Zemło
Sławomir Zemło (ur. 8 października 1940 w Warszawie, zm. 11 października 2010) – polski aktor teatralny i filmowy, reżyser teatralny.

## Życiorys
Był synem aktora Zbigniewa Zemły. Na scenie debiutował w 1961 roku jako adept w zespole Bałtyckiego Teatru Dramatyczny im. Juliusza Słowackiego w Koszalinie i Słupsku. W kolejnych latach występował w Gdańskim Studiu Rapsodycznym (1961-1965), Teatrze Ziemi Mazowieckiej w Warszawie (1965-1967), w zespole Estrady Dolnośląskiej we Wrocławiu (1969), Teatrze Reduta 77 w Warszawie (1970-1972). Teatrze Ziemi Gdańskiej (Dramatycznym) w Gdyni (1973-1974), Teatrze Dramatycznym im. Jerzego Szaniawskiego w Płocku (1978-1982), Teatrze Rozmaitości w Warszawie (1982-1986), Teatrze Ziemi Pomorskiej w Grudziądzu (1986), Teatrze Dramatycznym w Elblągu (1986-1989), Teatrze im. Juliusza Osterwy w Lublinie (1989) oraz Teatrze Polskim w Bydgoszczy (1989-1996). Podczas pracy w Elblągu oraz Bydgoszczy zajmował również reżyserią. W 1973 roku wystąpił w jednej audycji Teatru Polskiego Radia.
W 1980 roku, podczas pracy w Płocku otrzymał nagrodę z okazji Międzynarodowego Dnia Teatru za rolę w przedstawieniu "Kim jesteś" Paula Everaca.
Został pochowany na cmentarzu komunalnym w Sopocie (kwatera B4-6-1C).

## Filmografia[1]
- Zuzanna i chłopcy (1961)
- Ogniomistrz Kaleń (1961) - szeregowiec uciekający z Kaleniem, zastrzelony przez Żubryda
- Rękopis znaleziony w Saragossie (1964)
- Kopernik (1972) - odc. 2
- Potop (1974) - Tomasz
- Skazany (1975)
- Kazimierz Wielki (1975)
- Mgła (1976) - Radwan
- Milioner (1977) - kolega Józefa
- Justyna (1978)
- W słońcu i w deszczu (1979) - Stefan Knap, były narzeczony Julki (odc. 3, 7)
- Najdłuższa wojna nowoczesnej Europy (1981) - odc. 9
- Pan na Żuławach (1984) - pompiarz Błachut (odc. 2-11)
- Koniec sezonu na lody (1987) - kierowca radiowozu
- Penelopy (1988) - dowódca w kapitanacie
- Gorzka miłość (1989) - gość na zabawie w pałacu
- Gorzka miłość (1989) - gość na zabawie w pałacu (odc. 2)